# Vila Prudente (bairro)
Vila Prudente é um bairro pertencente ao distrito homônimo, no município de São Paulo. Atualmente ocupa uma área de 2,5 Km², mas, na sua origem, tinha apenas 1,05 Km². Santo Emídio é o padroeiro do bairro e era o santo de devoção de seus fundadores. É classificado pelo CRECI como "Zona de Valor D", assim como outros bairros da capital: Casa Verde, Carandiru e Brás.

## Infraestrutura
- Avenidas e Ruas: Todas pavimentadas, com redes de distribuição de eletricidade, água e coleta de esgoto. Algumas com rede gás.[3]
- Estações do Metrô: Estações Vila Prudente, da Linha 2 Verde e Linha 15 Prata (Monotrilho), na Av. Prof. Luís Inácio de Anhaia Melo.[3]
- Estações de Trem: Estação Ipiranga da CPTM, Linha 10 Turquesa.[3]
- Linhas de ônibus: Diversas, nas ruas do Orfanato, Ibitirama, Cap. Pacheco Chaves e Dianópolis. Também nas avenidas rof. Luís Inácio de Anhaia Melo e Paes de Barros.[3]
- Corredores de ônibus: Dois, sendo um na Av. Paes de Barros e outro na Av. Prof. Luís Inácio de Anhaia Melo.[3]
- Terminais de ônibus: Na Av. Prof. Luís Inácio de Anhaia Melo.[3]
- Ciclovias: Uma, na Av. Prof. Luís Inácio de Anhaia Melo.[3]
- Cinemas: No shopping center da Rua Cap. Pacheco Chaves.[3]
- Escolas: Duas públicas de ensino infantil, três públicas de ensino fundamental e médio, cinco da rede privada, uma universidade privada e uma escola do SESI.[3]
- Bibliotecas: Uma, na Praça Centenário de Vila Prudente.[3]
- Saúde: Vigilância em Saúde e Unidade Básica de Saúde, na Praça Centenário de Vila Prudente.[3]
- Outros: Uma agência dos Correios, o Cartório de Registros Civis do Distrito e dois monumentos históricos.[3]

## Resenha histórica
Fica difícil compreender a formação dos bairros paulistanos sem o conhecimento de algumas características da cidade. A grande participação de imigrantes europeus, não oriundos da Península Ibérica, e a pequena participação dos negros, são coisas pouco comuns nas outras regiões do país onde a presença do colonizador português foi mais efetiva. Essa é a razão do breve relato que segue.
Durante quase três séculos a cidade de São Paulo viveu à margem das grandes correntes econômicas da vida brasileira, mas, por sua localização e topografia, sempre foi um ponto estratégico por onde se faziam as ligações entre o litoral e o interior do país. Seus rios não são propícios à navegação, exceto para pequenas embarcações, mas foi seguindo o curso deles que, nos séculos passados, as expedições paulistas que ficaram conhecidas como Bandeiras, penetraram os sertões e definiram as fronteiras da nação; embora não fosse esse o objetivo dos bandeirantes. Naquela época a cidade era pobre, com poucos habitantes, mas bem-organizada e limpa. A presença de escravos africanos era pequena, pois eram caros para os padrões dos paulistanos cujas lavouras eram de subsistência ou com produção destinada ao abastecimento interno. Por muitos anos os índios constituíram a mão-de-obra escrava utilizada nas lavouras e nos serviços de utilidade pública, como limpeza das trilhas e construção de pontes. Muitas populações indígenas foram dizimadas, por doenças ou disputas territoriais. As que sobreviveram acabaram se misturando à população branca, dando origem a uma população de caboclos que, por muitos anos, caracterizou o povo da cidade. Algumas fazendas pertenciam à igreja católica, como a de Santo André e a de São Caetano; que pertenciam aos monges Beneditinos. No vasto território desta cidade havia diversos núcleos isolados, distantes um do outro, e dependentes do núcleo central. No início do século XIX a predominância da população feminina livre era evidente, pois a população masculina havia sofrido baixas em razão de suas aventuras pelo sertão, nas expedições bandeirantes.
Quando São Paulo começou a ganhar destaque econômico o Brasil já era um país independente. Isso foi em meados do século XIX, com o desenvolvimento das lavouras cafeeiras nas cidades do interior do Estado. Na ocasião, o comércio internacional de escravos africanos já estava proibido e os agricultores paulistas começaram a comprar os escravos das decadentes fazendas do nordeste do país. Ao mesmo tempo, a situação econômica e política de muitos países europeus não andava muito bem; o que forçou a migração de cidadãos europeus para as américas em busca de melhores condições de vida.  Percebendo esse movimento, os cafeicultores paulistas acreditaram que seria mais eficiente e lucrativo utilizar a mão-de-obra remunerada dessa gente e começaram a pressionar o governo a incentivar a imigração; o que foi feito com sucesso. No rastro daqueles imigrantes que chegavam sem dinheiro e dispostos a trabalhar nas lavouras de café, vieram outros com recursos financeiros e dispostos a investir nas atividades industriais. A chegada dos imigrantes, o sucesso das lavouras cafeeiras e a rede ferroviária que ligava a capital paulista ao Porto de Santos e ao Rio de Janeiro alavancaram o crescimento da cidade, fortalecendo as atividades comerciais e abrindo espaço para as indústrias.
Muitos imigrantes que, num primeiro momento, foram para as lavouras, resolveram vir depois para a cidade, pois já tinham em seus países de origem uma cultura urbana como trabalhadores das indústrias ou artesões. Desta forma, a população de estrangeiros na cidade de São Paulo se torna cada vez mais numerosa e, no final do século XIX, a população de italianos já era duas vezes maior que a de brasileiros. Esse crescimento gerou um aumento preocupante dos problemas sociais e sanitários na cidade porque a população pobre se aglomerava nas vizinhanças de seu núcleo, morando em habitações precárias e coletivas conhecidas como cortiços. No ano de 1886 foram publicados o Código de Posturas do Município de São Paulo e o Padrão Municipal. Essas duas leis foram criadas porque em 1885 houve um grave surto de varíola na cidade, que foi atribuído aos cortiços e moradias coletivas. As leis faziam um exame das habitações que ameaçavam as famílias mais abastadas e impunham uma série de exigências para as novas construções na cidade, além de proibir a construção de cortiços no perímetro do comércio e nas regiões onde morava a aristocracia paulistana.
No ano de 1888 houve a abolição da escravidão no país e muitos ex-escravos deixaram as lavouras, do interior do Estado, e migraram para a capital paulista, contribuindo ainda mais para o crescimento populacional da cidade e agravando os problemas habitacionais e sanitários já existentes.
Em 1889 houve o golpe de estado que derrubou a monarquia e instaurou o regime republicano no país. Na cidade de São Paulo, os novos governantes começaram uma mobilização para sanear a cidade e discutiam a possibilidade de concessão de benefícios, como isenção de impostos, às empresas públicas ou privadas que construíssem vilas com moradias para seus operários; desde que não fossem nas áreas nobres, ou potencialmente nobres, da cidade.
Nesse contexto, anterior ao surgimento das leis que definiram os critérios para a construção de vilas operárias, três irmãos empresários e um amigo financista, todos italianos, desenvolveram um projeto imobiliário que pretendia lotear um terreno criando uma vila destinada a abrigar indústrias e residências para seus operários. O projeto de loteamento, que seria desenvolvido em uma área no bairro do Ypiranga, bem distante da região central da cidade, contou com o apoio do então Presidente do Estado, Dr. Prudente de Morais, que, de tão entusiasmado, indicou seu primo-irmão, o engenheiro Antônio Prudente de Morais, para ajudar os empresários em sua implementação. Em retribuição, os empresários decidiram homenagear o Presidente Prudente de Morais atribuindo ao loteamento o nome de Vila Prudente. 

## História
Em 20 de outubro de 1890 os irmãos italianos Emidio, Panfilio e Bernardino Falchi, com auxílio do financista Serafino Corso, firmaram a compra de uma gleba de terra de Maria do Carmo Cypariza Rodrigues. A intenção era lotear o terreno, criando ali um polo industrial com moradias para os operários. O nome escolhido foi uma homenagem ao Dr. Prudente de Moraes, governador do Estado que havia deixado o cargo havia um mês, e que sempre incentivou o projeto. Considera-se o dia 04 de outubro de 1890 como data de fundação da Vila Prudente porque o dia 04 de outubro é a data de nascimento de Prudente de Moraes, sendo essa mais uma homenagem.
Os irmãos Falchi já estavam no Brasil havia algum tempo, e tinham um negócio de doces e confeitos. Foi pensando em ampliar os negócios da família que decidiram comprar as terras de Maria do Carmo. A eletricidade, necessária para funcionamento da indústria, seria gerada por máquinas a vapor, chamadas locomóveis, que necessitavam de água e lenha. O local escolhido tinha essas coisas em abundância; faltava pensar na mão-de-obra, então eles decidiram criar uma vila operária, com moradias para os trabalhadores, escolas, igrejas e áreas de lazer. Os trabalhadores precisavam morar próximos do local de trabalho, porque o deslocamento diário, de outras regiões da cidade, seria inviável.
A iniciativa, aparentemente ousada, acabou por revelar o espírito empreendedor dos três irmãos e a lucidez de suas escolhas. Próximo dali estava a Estação Ferroviária do Ipiranga, que ligava cidades do planalto paulista ao Porto de Santos, administrada pela São Paulo Railway Company. Essa proximidade era um ponto favorável para o intento de seus fundadores, pois facilitava o escoamento da produção industrial, o recebimento de matérias primas e o transporte dos operários. Além disso, a nova vila estaria entre o centro da cidade e o recém-criado município de São Bernardo, que acabara de se emancipar de São Paulo, mas que ainda mantinha forte vínculo comercial com a capital. Ressalta-se que o novo município englobava Mauá, Santo André e São Caetano. Para os irmãos Falchi parecia iminente a importância da região para uma cidade que começava a se industrializar.
O terreno adquirido, na encosta de uma colina, estava limitado, na parte alta, a nordeste, por uma antiga estrada de tropeiros que já havia se chamado Estrada do Oratório, mas que, na ocasião, tinha o nome de Estrada da Invernada. Essa estrada, que aparece na planta de loteamento da Vila Prudente, corresponde, hoje, aos 700 metros finais da Rua do Oratório e os 400 metros iniciais da Avenida Vila Ema. Nas partes mais baixas o terreno era limitado por três cursos d’água: o Ribeirão das Vacas, o Córrego da Mooca e um córrego sem nome que, depois, passou a se chamar Córrego da Padaria Amália. Hoje os três córregos estão canalizados. O Córrego da Mooca está sob a avenida Prof. Luís Inácio de Anhaia Meloo; grande parte do Ribeirão das Vacas está sob a Rua José Zappi, desembocando no Córrego da Mooca, aproximadamente onde termina a Av. Paes de Barros; o Córrego da Padaria Amália está sob a Av. Salim Farah Maluf, e também desemboca no Córrego da Mooca. A estrada e os três cursos d’água formavam o perímetro original da Vila Prudente.
Tão logo os Falchi concretizaram a compra das terras, deram início ao loteamento e se mudaram para a vila. Instalaram, no local, a fábrica de chocolates da família e, logo depois, se associaram aos irmãos franceses Antoine, Henry e Ernest Saccoman, para fundarem uma olaria que, em 1910, passou a funcionar com o nome de Cerâmica Vila Prudente. O plano era que a indústria cerâmica pudesse fornecer telhas, tijolos e tudo que fosse necessário para as edificações que seriam feitas na vila, e tudo correu como planejado. Nessa indústria os irmãos franceses deram início à produção de tijolos e das telhas de Marselha, que hoje são conhecidas como telhas francesas.
Atendendo às necessidades dos trabalhadores, os irmãos Falchi improvisaram uma sala nas dependências da fábrica de chocolates, para funcionar como escola para seus filhos. Doaram um terreno à Congregação dos Missionários de São Carlos Barromeu, para construção da ala feminina do Orfanato Cristóvão Colombo, que também funcionaria como escola, e reservaram outra área para construção de uma igreja dedicada a Santo Emídio; santo de devoção da família.
Depois da iniciativa dos três irmãos, muitas outras empresas se instalaram no bairro e em seus arredores. Grande parte dos operários dessas indústrias eram de origem italiana. Muitos passaram a residir no bairro, construindo suas casas em regime de mutirão. Outros investidores europeus, como o alemão Victor Nothmann, seguindo a ideia de loteamento proposta pelos irmãos Falchi, passaram a adquirir terras na região e outras vilas foram se formando no entorno.
Além da Fábrica de Chocolates Falchi e da Cerâmica Vila Prudente, duas outras empresas são consideradas símbolos do bairro: a Indústria de Louças Zappi S/A e a Companhia Industrial Paulista de Papel e Papelão. A primeira, fundada pelo italiano José Zappi, que veio para o Brasil a convite do cônsul brasileiro, produzia louças sanitárias, artísticas e azulejos; a segunda produzia papeis Sulfit, Kraft, Flor Post e Cartão Bristol, todos com a marca Bufalo.

## Curiosidades
- A energia elétrica só chegou à Vila Prudente em meados de 1910. Até então, as indústrias da região eram obrigadas a utilizar máquinas à vapor, conhecidas como locomóveis, para gerar eletricidade.

- Em 1905 foi inaugurada a primeira linha de bonde, puxado a burro, ligando a estação ferroviária do Ipiranga à Vila Prudente. O percurso tinha 1,5 Km, e o veículo era destinado ao transporte de cargas e passageiros.

- A rua do Orfanato faz referência ao Orfanato Cristóvão Colombo, cujo prédio continua no mesmo lugar, no número 883 dessa rua, escondido atrás de estabelecimentos comerciais. Não é mais um orfanato, mas sim uma escola do Instituto Cristóvão Colombo. Há estudos para que o prédio seja tombado pelo Patrimônio Histórico da cidade, como já ocorreu com outros prédios do Instituto no Ipiranga.

- A rua Falchi Giannini nos lembra a indústria de chocolates dos irmãos Falchi que, em determinada época, chamou-se Falchi Giannini & Cia.

- A rua José Zappi é uma homenagem ao ceramista italiano Giuseppe Zappi que instalou no bairro a Indústria de Louças Zappi, reconhecida e premiada internacionalmente pelos produtos de alta qualidade e grande beleza.

- O escultor italiano, Ettore Ximenes, tinha seu ateliê na esquina da rua Cananeia com a rua que leva seu nome. Ali ele modelou as peças de bronze que ornamentam o Monumento da Independência, no Ipiranga. O escultor utilizou moradores do bairro como modelos, para a produção das peças.[16]

- A avenida Professor av. Prof. Luís Inácio de Anhaia Melo tem seu nome em homenagem ao diretor, e posteriormente sócio, da Cerâmica Vila Prudente.

- No terreno da antiga fábrica de papelão, hoje está instalada uma universidade e algumas empresas.